# さよならぼくたちのようちえん (テレビドラマ)
『さよならぼくたちのようちえん』は、2011年3月30日に日本テレビ系列で21:00 - 23:09（JST）に放送された日本のテレビドラマ。

## 概要
坂元裕二が、幼稚園卒園ソングの定番である「さよならぼくたちのようちえん」をモチーフに脚本を書き下ろし、芦田愛菜が主演を務める。芦田は出演当時6歳であり、番組の広報では「史上最年少のドラマ主演」とされている。
ロケーション撮影では、2011年2月4日から3月1日、JR東日本企画のロケーションサービスによって、豊田車両センター、高尾駅、新宿駅、大月駅、小淵沢駅その他が利用された。
平均視聴率は13.2%。

## あらすじ
卒園式が間近の東京都内のとある幼稚園。ある日、突然5人の園児の行方がわからなくなる。5人が姿を消した目的は、登園しなくなった友達のいる長野の病院まで、自分達だけで見舞いに行くためであった。仲間が電車に乗り遅れたり、迷子になったりなど様々なトラブルに見舞われ、道中一人一人欠けていきながらも「途中、何があっても絶対に泣かない」というルールを決め、その歩みを進めていく。

## キャスト
山崎カンナ
演 - 芦田愛菜
主人公。ひなた幼稚園すみれ組。友達想いで、入院前の洋武との会話から、彼のクレヨンを届けるため病院まで行く事を決める。
谷口洋武
演 - 橋本智哉
長野大学病院小海分院に入院しながら、カンナ達の似顔絵を描いていた。ゴッホの絵（星月夜）を気に入っている。
植原拓実
演 - 佐藤瑠生亮
普段は無口だが電車・路線に詳しい。母親が家を出ていってから情緒不安定らしい。カンナを病院に行かせるため、おとりとなって自ら警察に保護される。
持田美琴
演 - 本田望結
決まりを守ろうとする真面目な性格。街中に貼られた失踪事件のポスターを気に留め、その事件の少女「平野明日香」が誘拐され死体となって発見されたニュースを聴き、怖くなって母親に電話する。
堀川俊祐
演 - 黒田博之
ひょうきん者でサッカーが好き。拓実と口ゲンカになり皆と離れ、警察に保護される。
岸本優衣
演 - 庵原涼香
父親はラブホテルの社長で、お年玉の一万円札を持参していた。電車に乗り遅れて、駅員に見つかり最初に保護される。
吉木万里
演 - 満島ひかり
幼稚園のすみれ組担任。仕事や園児に対しても情熱を持てず転職を考えていた。優衣が保護された連絡を受けた後、カンナ達の行方を追う。
岸本里実
演 - 横山めぐみ
優衣の母親。
大澤貴子
演 - 水野真紀
幼稚園の主任教諭。
畠田史奈
演 - 趣里
洋武の担当看護師。
ホームレス
演 - 岸部一徳
おばあちゃん
演 - いしだあゆみ
車掌
演 - 近藤芳正
主婦
演 - 片桐はいり、犬山イヌコ
カンナの祖母
演 - 芦沢孝子
カンナの母
演 - 小西真奈美
洋武の母
演 - 西田尚美
拓実の父
演 - 恵俊彰（ホンジャマカ）
その他
演 - 貴山侑哉、小林きな子、阿南敦子、小林千恵、東條織江、稲葉瑠奈、田川恵美子、松本公成、岡内美喜子、中沢青六、中村哲人、兼松若人、井川哲也、茂木利夫、菅谷大介（日本テレビアナウンサー）

## スタッフ
- 脚本：坂元裕二
- 演出：水田伸生
- プロデューサー：次屋尚
- 音楽：REMEDIOS
- 演出補：相沢淳
- プロデューサー補：大久保志保
- チーフプロデューサー：田中芳樹
- 制作プロデューサー：大倉寛子、難波利昭
- ラインプロデューサー：森清知成
- 美術協力：日テレアート
- 編集・MA：レスパスビジョン
- 制作協力：日テレアックスオン
- 製作著作：日本テレビ

## 放送事故
本放送中に地震速報が流れた22時過ぎから一時シーンが飛んで放送され、22:06頃およそ10秒ほど画面が暗転し、その後同じシーンが2度流れ、また字幕が映像と同期しないトラブルがあった。日本テレビは番組終盤に「番組の中でお見苦しい点のありましたことをおわびいたします」というお詫びテロップを挿入し、後日改めて再放送された。

### 再放送日時
| 放送対象地域   | 放送局                    | 放送日        | 放送時間      |
| -------------- | ------------------------- | ------------- | ------------- |
| 秋田県         | 秋田放送（ABS）           | 2011年4月9日  | 12:55 - 15:00 |
| 長崎県         | 長崎国際テレビ（NIB）     | 2011年4月9日  | 14:30 - 16:40 |
| 大分県         | テレビ大分（TOS）         | 2011年4月10日 | 13:00 - 15:10 |
| 関東広域圏     | 日本テレビ（NTV、制作局） | 2011年4月10日 | 13:55 - 16:05 |
| 山形県         | 山形放送（YBC）           | 2011年4月10日 | 13:55 - 16:05 |
| 福島県         | 福島中央テレビ（FCT）     | 2011年4月10日 | 13:55 - 16:05 |
| 福井県         | 福井放送（FBC）           | 2011年4月10日 | 13:55 - 16:05 |
| 青森県         | 青森放送（RAB）           | 2011年4月10日 | 15:00 - 17:10 |
| 富山県         | 北日本放送（KNB）         | 2011年4月10日 | 15:00 - 17:10 |
| 静岡県         | 静岡第一テレビ（SDT）     | 2011年4月10日 | 15:00 - 17:10 |
| 広島県         | 広島テレビ（HTV）         | 2011年4月10日 | 15:00 - 17:10 |
| 高知県         | 高知放送（RKC）           | 2011年4月10日 | 15:00 - 17:10 |
| 長野県         | テレビ信州（TSB）         | 2011年4月10日 | 15:05 - 17:15 |
| 近畿広域圏     | 読売テレビ（ytv）         | 2011年4月14日 | 02:09 - 04:19 |
| 宮城県         | ミヤギテレビ（MMT）       | 2011年4月15日 | 01:13 - 03:23 |
| 山口県         | 山口放送（KRY）           | 2011年4月16日 | 13:00 - 15:10 |
| 福岡県         | 福岡放送（FBS）           | 2011年4月16日 | 13:30 - 15:40 |
| 山梨県         | 山梨放送（YBS）           | 2011年4月23日 | 13:30 - 15:40 |
| 北海道         | 札幌テレビ（STV）         | 2011年4月23日 | 14:25 - 16:35 |
| 愛媛県         | 南海放送（RNB）           | 2011年4月23日 | 14:50 - 17:00 |
| 徳島県         | 四国放送（JRT）           | 2011年4月23日 | 15:00 - 17:10 |
| 岩手県         | テレビ岩手（TVI）         | 2011年4月24日 | 14:45 - 16:55 |
| 石川県         | テレビ金沢（KTK）         | 2011年4月24日 | 15:00 - 17:18 |
| 鹿児島県       | 鹿児島読売テレビ（KYT）   | 2011年4月24日 | 15:00 - 17:10 |
| 中京広域圏     | 中京テレビ（CTV）         | 2011年4月30日 | 09:25 - 11:25 |
| 新潟県         | テレビ新潟（TeNY）        | 2011年4月30日 | 13:30 - 15:40 |
| 熊本県         | 熊本県民テレビ（KKT）     | 2011年4月30日 | 13:35 - 15:45 |
| 香川県・岡山県 | 西日本放送（RNC）         | 2011年4月30日 | 14:00 - 16:10 |
| 鳥取県・島根県 | 日本海テレビ（NKT）       | 2011年4月30日 | 15:00 - 17:10 |

- なお、再放送とは別に、日本テレビ系空白地域の沖縄県では6月4日に琉球放送（TBS系）が放送した。
- 日本テレビでは2012年3月18日14:00 - 16:10にも再放送された。

## 受賞
- 東京ドラマアウォード2011では優秀賞（単発ドラマ）、芦田愛菜が主演女優賞、満島ひかりが助演女優賞を受賞した[5]。

## DVD
- 2011年（平成23年）6月22日にVAPから発売。